# 29e brigade de cavalerie (Empire allemand)
Pour les articles homonymes, voir 29e brigade.
La 29e brigade de cavalerie est une grande unité de l'armée prussienne.

## Histoire
Après la guerre franco-prussienne, dans le cadre de la formation du 14e corps d'armée, la brigade est créée par décret du ministère de la Guerre le 1er juillet 1871. Le commandement se trouve à Fribourg-en-Brisgau, de 1890 à 1899 à Colmar puis à Mulhouse. La brigade faisait partie de la 29e division d'infanterie et le 14e régiment de dragons et le 21e régiment de dragons lui sont subordonnés. Avec le transfert à Colmar, le 21e régiment de dragons quitte la brigade et est remplacé par le 22e régiment de dragons. En 1908, le rapport de subordination change à nouveau. À la place du 14e régiment de dragons, c'est le nouveau 5e régiment de chasseurs à cheval nouvellement formé qui rejoint la brigade.
Avec le déclenchement de la Première Guerre mondiale, la brigade est dissoute. Le 22e régiment de dragons rejoint la 29e division d'infanterie et le 5e régiment de chasseurs à cheval la 28e division d'infanterie.

## Commandants
| Grade               | Nom                                | Date                                                      |
| ------------------- | ---------------------------------- | --------------------------------------------------------- |
| Oberst              | Heinrich von Reckow (de)           | 1er juillet au 18 octobre 1871 (chargé du commandement)   |
| Oberst/Generalmajor | Heinrich von Reckow                | 19 octobre 1871 au 11 juillet 1873                        |
| Oberst/Generalmajor | Auguste de Solms-Wildenfels (de)   | 12 juillet 1873 au 2 février 1880                         |
| Oberst/Generalmajor | Henri XIII Reuss de Köstritz       | 3 février au 8 octobre 1880                               |
| Oberst/Generalmajor | Hubert von Meyerinck (de)          | 9 octobre 1880 au 11 novembre 1885                        |
| Oberst              | Alexander von dem Knesebeck (de)   | 12 novembre 1885 au 10 mars 1886 (chargé du commandement) |
| Oberst/Generalmajor | Alexander von dem Knesebeck        | 11 mars 1886 au 31 mars 1889                              |
| Oberst/Generalmajor | Karl von Diepenbroick-Grüter       | 1er avril 1890 au 28 mars 1892                            |
| Oberst              | Hermann von Lieres und Wilkau (de) | 29 mars au 16 mai 1892 (chargé du commandement)           |
| Oberst/Generalmajor | Hermann von Lieres und Wilkau      | 17 mai 1892 au 13 novembre 1894                           |
| Oberst/Generalmajor | Gustav von Kuhlmay                 | 15 novembre 1894 au 31 mars 1898                          |
| Oberst              | Karl Seederer                      | 1er avril 1898 au 1er mai 1899                            |
| Oberst/Generalmajor | Siegmund von Longchamps-Berier     | 2 mai 1899 au 17 octobre 1901                             |
| Oberst/Generalmajor | Kurt von Rothkirch und Panthen     | 18 octobre 1901 au 23 avril 1904                          |
| Oberst              | Nikolaus von Rauch (de)            | 24 avril au 26 juillet 1904 (chargé du commandement)      |
| Oberst/Generalmajor | Otto Koppe                         | 1er août 1904 au 20 avril 1908                            |
| Oberst/Generalmajor | Leo von Bernuth                    | 21 avril 1908 au 19 avril 1910                            |
| Oberst/Generalmajor | Konrad Dumrath                     | 20 avril 1910 au 17 avril 1913                            |
| Oberst              | Wilhelm von Graevenitz             | 18 avril 1913 au 1er août 1914                            |